# Second Fleet

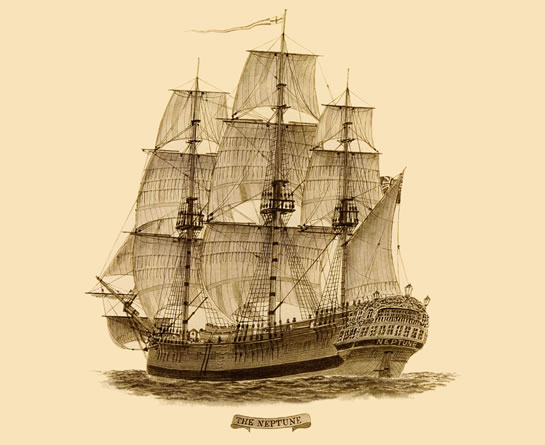
Neptune, ein Sträflingstransportschiff

Die Second Fleet (deutsch Zweite Flotte) bestand aus sechs britischen Schiffen, die 1789/90 in die Sträflingskolonie Australien segelten. Dazu gehörte die Lady Juliana, auf der vor allem weibliche Sträflinge transportiert wurden. Des Weiteren gehörten dazu die Neptune, Scarborough und Surprize, die zumeist männliche und eine geringe Anzahl von weiblichen Sträflingen transportierten. Ferner gehörte zu dieser Flotte das Kriegsschiff Guardian, das an einem Eisberg zerschellte, und die Justinian, ein Frachtschiff, das Lebensmittel und Waren transportierte und keine Sträflinge.
Auf der Lady Juliana überlebten die meisten weiblichen Sträflinge. Von den 928 männlichen Sträflingen auf der Neptune, Scarborough und Surprize starben 26 Prozent. Von diesen überlebenden männlichen Sträflingen starben nahezu 40 Prozent innerhalb von acht Monaten nach ihrer Ankunft. Aufgrund dieser Rate wurde die Second Fleet auch als Death Fleet (deutsch Todesflotte) bezeichnet.

## Geschichte
Die Surprize, Neptune und Scarborough wurden bei der Firma „Camden, Calvert & King“ privatwirtschaftlich gechartert, die von der britischen Regierung für den Transport, Bekleidung und Ernährung der Sträflinge einen Fixpreis von £17, 7 Shilling und 6 Dime pro Kopf erhalten sollte, egal ob diese lebend oder tot ankämen. Diese Firma war zuvor im Transport von Sklaven nach Nordamerika tätig gewesen. Die einzigen Vertreter der Krone waren der Naval agent und der Kapitän der Guardian, die restliche Mannschaft wurde von der Firma gestellt.
Die Flotte verließ am 19. Januar 1790 mit 1.006 Sträflingen (928 männlich und 78 weiblich) an Bord England Richtung Sydney. Die bereits im September 1789 gestartete Guardian war auf einen Eisberg aufgelaufen und konnte die Reise nicht fortsetzen. Sie erreichte mit Mühe das Kap der Guten Hoffnung. 20 männliche Sträflinge wurden auf die Neptune (12) und die Scarborough (8) verteilt. Diese zwei Schiffe und die Surprize machten von hier aus eine schnellere Reise als die First Fleet. Sie kamen in der letzten Juniwoche des Jahres, drei Wochen nach der Lady Juliana und eine Woche nach der Justinian, die die Reise fortgesetzt hatten, in Port Jackson an.
Trotz der vergleichsweise schnellen Überfahrt war die Todesrate unter den Sträflingen die höchste in der Geschichte der Deportation nach Australien. Von den eingeschifften 1.006 Sträflingen starben 267 (256 Männer und 11 Frauen) auf der Reise, also mehr als jeder Vierte.
Auf der Neptune ließ man sie absichtlich hungern, hielt sie in Ketten und verweigerte ihnen regelmäßig den Zugang zum Deck. Es kam zum Auftreten von Skorbut. Auf der Scarborough wurde die Verpflegung zwar nicht absichtlich vernachlässigt, aber ein Bericht über eine geplante Meuterei führte dazu, dass die Sträflinge unter Deck eingesperrt blieben.
Kapitän William Hill, der Wachkommandant, schrieb nach der Reise einen Bericht, der die Schiffseigner scharf kritisierte. Er konstatierte: 

“The more they can withhold from the unhappy wretches the more provisions they have to dispose of at a foreign market, and the earlier in the voyage they die, the longer they can draw the deceased's allowance to themselves.”

„Je mehr sie bei den unglücklichen Kerlen einsparen, umso mehr Proviant haben sie für den Verkauf auf einem ausländischen Markt zur Verfügung und je früher auf der Reise sie sterben, desto länger können sie die für den Verstorbenen bestimmten Summen in die eigene Tasche stecken.“

## Ankunft in Port Jackson
Bei der Ankunft in Port Jackson lagen die halbnackten Sträflinge auf dem blanken Boden, zu krank um sich zu bewegen. Wer unfähig war zu laufen, wurde an einem Seil von Bord gehievt. Alle waren verlaust. Mindestens 486 Kranke (47 % der Eingeschifften) wurden bei der Anlandung gezählt. Der Rest wurde als „dünn und abgezehrt“ beschrieben, sie hätten „einen schrecklicheren Anblick geboten als man jemals in diesem Land gesehen habe“.
Unter den Ankömmlingen waren D’Arcy Wentworth und seine Geliebte Catherine Crowley auf der Neptune und John Macarthur, damals ein junger Lieutenant des New South Wales Corps und seine Frau Elizabeth auf der Scarborough. Macarthurs ältester Sohn, Edward Macarthur, begleitete seine Eltern auf der Neptune und Scarborough. Man glaubt, dass er die einzige Person der Second Fleet ist, von der ein Foto existiert und dass er der letzte Überlebende der Reise war (siehe Quelle unten).
Als Nachrichten von den Schrecken der Second Fleet England erreichten, waren Öffentlichkeit und offizielle Stellen schockiert. Eine Untersuchung wurde durchgeführt, man machte aber keinen Versuch, den Kommandierenden der Neptune, Donald Traill, zu verhaften oder gegen ihn, die anderen Verantwortlichen oder die Firma eine offizielle Strafverfolgung einzuleiten. Die Firma hatte mit der Regierung bereits einen Vertrag für die Third Fleet 1791 nach Port Jackson geschlossen.

## Bezeichnung
Die Second Fleet wird oft nur als eine Gruppe von drei Sträflingsschiffen angesehen, die spät im Juni 1790 gemeinsam in Sydney Cove in Port Jackson in New South Wales/Australien eintrafen. Diese Schiffe waren die Surprize, Neptune und die Scarborough. Heute tendiert man eher dazu, alle die Schiffe dazu zu rechnen, die 1789 gemeinsam nach Australien ausliefen. Danach gehören alle im Folgenden genannten Schiffe zur Flotte:

## Schiffe der Flotte
| Schiff       | Kapitän           | Mannschaft | Auslaufen in England | Ankunft in Sydney                         | Reisedauer | männliche Sträflinge (bei Reisebeginn) | weibliche Sträflinge (bei Reisebeginn) |
| ------------ | ----------------- | ---------- | -------------------- | ----------------------------------------- | ---------- | -------------------------------------- | -------------------------------------- |
| Lady Juliana | Thomas Edgar      | 35         | 29. Juli 1789        | 3. Juni 1790                              | 309 Tage   | ?                                      | 222 (226)                              |
| Guardian     | Edward Riou       |            | 12. September 1789   | aufgelaufen nach Zusammenstoß mit Eisberg | ?          | 20 (25) – siehe unten                  | ?                                      |
| Justinian    | Benjamin Maitland |            | 17. Februar 1790     | 20. Juni 1790                             | 121 Tage   |                                        |                                        |
| Surprize     | Nicholas Anstis   |            | 19. Januar 1790      | 26. Juni 1790                             | 158 Tage   | 218 (254)                              | ?                                      |
| Neptune      | Donald Traill     |            | 19. Januar 1790      | 27. Juni 1790                             | 159 Tage   | ? (421) + 12 der Guardian              | ? (78)                                 |
| Scarborough  | John Marshall     |            | 19. Januar 1790      | 28. Juni 1790                             | 160 Tage   | 180 (253) + 8 der Guardian             | ?                                      |